# Branca de Neve (filme de 2000)
Branca de Neve é um filme português de 2000, escrito e realizado por João César Monteiro, adaptado da peça homónima do escritor suíço Robert Walser. Caracteriza-se por ser um filme sem imagem, uma projeção a negro com raros e curtos planos inseridos. Estreou no cinema King, em Lisboa, a 10 de novembro de 2000.

## Sinopse
Logo no início, Walser, vestido de preto, estendido  num campo coberto de neve, morto de ataque cardíaco perto do asilo onde esteve internado grande parte da sua vida. De vez em quando, um céu com ténues nuvens brancas, pontuadas com inverosímeis sons da natureza. No final, em plano aproximado,  no meio de uma floresta, o próprio Monteiro murmura palavras inaudíveis. Os diálogos da peça, traduzidos em português literário, são lidos pelos vários intérpretes num tom arrastado e monocórdico. Tudo o mais fica por conta do espectador.

## Repercussão
O filme viu-se envolto em polémica devido à ausência de imagens durante quase todo o filme e de o produtor, Paulo Branco, ter recebido 130 mil contos (650 mil euros) de subsídio do Instituto do Cinema, Audiovisual e Multimédia (IPC) , juntamente a 26 mil contos (130 mil euros) por parte da RTP.

Fazer um filme a negro não se deveu a opção artística, mas a 'problemas técnicos', dizem uns, por o João ter coberto a objetiva da câmara com o sobretudo dando ordem para filmar, dizem outros, para se vingar de uma birra que teve com o produtor.  Apesar disso, João César Monteiro terá decidido, com consentimento do produtor, continuar a filmar sem se submeter a qualquer controle pelo ICA. Não era ele o responsável pela gestão dos dinheiros públicos. O acordo com o produtor e a gestão das contas não tinham nada a ver com ele. 
| “ | Com uma pequena perda, é um óptimo filme para invisuais | ” |

Paulo Branco, produtor do filme, defendeu-se dizendo que o verdadeiro ‘buraco-negro’ eram os filmes financiados pelo contribuinte mas que nunca seriam vistos, levantando a celeuma da atribuição de subsídios a filmes como aquele. As suas razões não foram bem aceites, acabando por ser obrigado a devolver ao ICA parte do dinheiro que recebeu.  Contas feitas, disse ele, não havia razão alguma 
para que o filme não fosse exibido. 
António-Pedro Vasconcelos reagiu de modo contundente, alegando que, perante o sucedido, a lei de atribuição de subsídios ao cinema deveria ser alterada de imediato :
| “ | «Dizer ‘eu quero que o público se lixe’, para usar um eufemismo, é uma coisa que eu seria absolutamente incapaz de dizer. Ou então as pessoas têm meios para o fazer. Pagam do seu bolso. Ele tem todo o direito de fazer um filme preto, não tem é o direito de o fazer depois de ter concorrido a um concurso e sobretudo com dinheiros públicos». | ” |

## Elenco
interpretações em voz over
- Diogo Dória - Rei
- Ana Brandão - Rainha
- Maria do Carmo Rôlo - Branca de Neve
- Reginaldo da Cruz - Príncipe estrangeiro
- Luís Miguel Cintra - caçador

## Festivais
- Festival de Veneza (Novos Territórios), 2000
- Festival de São Paulo, 2000
- Festival de Frankfurt, 2002[carece de fontes?]